# Diocesi di Valparaíso
La diocesi di Valparaíso (in latino: Dioecesis Vallis Paradisi) è una sede della Chiesa cattolica in Cile suffraganea dell'arcidiocesi di Santiago del Cile. Nel 2022 contava 1.064.000 battezzati su 1.438.000 abitanti. È retta dal vescovo Jorge Patricio Vega Velasco, S.V.D.

## Territorio
La diocesi comprende le province cilene di Valparaíso, Quillota e Isola di Pasqua, e due comuni della provincia di San Antonio: El Quisco ed Algarrobo.
Sede vescovile è la città di Valparaíso, dove si trova la cattedrale dello Spirito Santo.
Il territorio si estende su 4.736 km² ed è suddiviso in 69 parrocchie.

## Storia
La missione sui iuris di Valparaíso fu eretta il 2 novembre 1872, ricavandone il territorio dall'arcidiocesi di Santiago del Cile.
Il 18 ottobre 1925 la missione sui iuris è stata elevata a diocesi con la bolla Apostolici muneris ratio di papa Pio XI.
Nel 1981 ha ceduto la parrocchia del comune di Llaillay alla diocesi di San Felipe.
Il 5 gennaio 2002 la diocesi si è ampliata, estendendo la sua giurisdizione sull'Isola di Pasqua, che era appartenuta alla diocesi di Villarrica.

## Cronotassi dei vescovi
Si omettono i periodi di sede vacante non superiori ai 2 anni o non storicamente accertati.
- Mariano Casanova y Casanova † (2 novembre 1872 - 1885 dimesso)
- Salvador Donoso Rodríguez † (1885 - 8 agosto 1892 deceduto)
- Manuel Tomás Mesa † (12 settembre 1892 - 1894 dimesso)
- Ramón Ángel Jara Ruz † (13 marzo 1894 - 2 maggio 1898 nominato vescovo di San Carlos de Ancud)
- Juan Ignacio González Eyzaguirre † (1899 - 10 marzo 1906 dimesso)
- Eduardo Gimpert Paut † (10 marzo 1906 - 29 agosto 1937 deceduto)
- Rafael Lira Infante † (18 marzo 1938 - 26 ottobre 1958 deceduto)
- Raúl Silva Henríquez, S.D.B. † (24 ottobre 1959 - 14 maggio 1961 nominato arcivescovo di Santiago del Cile)
- Emilio Tagle Covarrubias † (22 maggio 1961 - 3 maggio 1983 ritirato)
- Francisco de Borja Valenzuela Ríos † (3 maggio 1983 - 16 aprile 1993 ritirato)
- Jorge Arturo Medina Estévez † (16 aprile 1993 - 21 giugno 1996 nominato pro-prefetto della Congregazione per il culto divino e la disciplina dei sacramenti)
- Francisco Javier Errázuriz Ossa, P. di Schönstatt (24 settembre 1996 - 24 aprile 1998 nominato arcivescovo di Santiago del Cile)
- Gonzalo Duarte García de Cortázar, SS.CC. (4 dicembre 1998 - 11 giugno 2018 ritirato)
  - Sede vacante (2018-2021)[4]
- Jorge Patricio Vega Velasco, S.V.D., dall'8 giugno 2021

## Statistiche
La diocesi nel 2022 su una popolazione di 1.438.000 persone contava 1.064.000 battezzati, corrispondenti al 74,0% del totale.
| anno | popolazione | popolazione | popolazione | presbiteri | presbiteri | presbiteri | presbiteri                | diaconi | religiosi | religiosi | parrocchie |
| anno | battezzati  | totale      | %           | numero     | secolari   | regolari   | battezzati per presbitero | diaconi | uomini    | donne     | parrocchie |
| ---- | ----------- | ----------- | ----------- | ---------- | ---------- | ---------- | ------------------------- | ------- | --------- | --------- | ---------- |
| 1949 | 390.000     | 400.000     | 97,5        | 214        | 75         | 139        | 1.822                     |         | 190       | 500       | 32         |
| 1965 | 643.000     | 715.000     | 89,9        | 253        | 77         | 176        | 2.541                     |         | 248       | 499       | 57         |
| 1968 | 600.000     | 750.000     | 80,0        | 236        | 85         | 151        | 2.542                     |         | 237       | 461       | 59         |
| 1973 | 660.000     | 750.000     | 88,0        | 183        | 73         | 110        | 3.606                     | 15      | 170       | 510       | 70         |
| 1977 | 680.000     | 780.000     | 87,2        | 192        | 72         | 120        | 3.541                     | 15      | 196       | 504       | 69         |
| 1990 | 826.000     | 1.033.000   | 80,0        | 175        | 72         | 103        | 4.720                     | 18      | 150       | 344       | 68         |
| 1999 | 817.500     | 1.090.000   | 75,0        | 180        | 74         | 106        | 4.541                     | 29      | 155       | 351       | 66         |
| 2000 | 817.500     | 1.090.000   | 75,0        | 182        | 80         | 102        | 4.491                     | 29      | 137       | 323       | 67         |
| 2001 | 817.500     | 1.144.594   | 71,4        | 196        | 86         | 110        | 4.170                     | 35      | 126       | 310       | 68         |
| 2002 | 960.000     | 1.200.000   | 80,0        | 206        | 84         | 122        | 4.660                     | 34      | 147       | 332       | 70         |
| 2003 | 918.488     | 1.148.111   | 80,0        | 191        | 87         | 104        | 4.808                     | 34      | 143       | 349       | 69         |
| 2004 | 918.488     | 1.148.111   | 80,0        | 198        | 102        | 96         | 4.638                     | 37      | 148       | 302       | 69         |
| 2010 | 932.000     | 1.259.000   | 74,0        | 195        | 93         | 102        | 4.779                     | 46      | 157       | 313       | 69         |
| 2014 | 966.000     | 1.304.000   | 74,1        | 171        | 86         | 85         | 5.649                     | 71      | 133       | 273       | 69         |
| 2017 | 996.108     | 1.345.160   | 74,1        | 153        | 82         | 71         | 6.510                     | 78      | 102       | 228       | 69         |
| 2020 | 1.033.670   | 1.396.700   | 74,0        | 106        | 67         | 39         | 9.751                     | 89      | 65        | 153       | 69         |
| 2022 | 1.064.000   | 1.438.000   | 74,0        | 85         | 61         | 24         | 12.517                    | 88      | 43        | 165       | 69         |